# U Draconis
U Draconis är en förmörkelsevariabel av Mira Ceti-typ  i stjärnbilden Draken.
Stjärnan varierar mellan magnitud +9,1 och 14,6 med en period av 316,13 dygn.